# Hans Groebe
Hans Groebe (*  29. September 1916 in Breslau; † ?) war ein ehemaliger deutscher Industriemanager und von 1970 bis 1976 Vorstandsvorsitzender (Generaldirektor) des Elektrokonzerns AEG-Telefunken. 

## Werdegang
Der Sohn eines Gymnasialprofessors absolvierte ab 1935 bei der AEG (Allgemeine Elektricitäts-Gesellschaft) eine kaufmännische Lehre und leistete während des Zweiten Weltkriegs Dienst in der Wehrmacht. Nach Kriegsende studierte er Rechtswissenschaften an der Universität Freiburg und wurde 1949 zum Dr. jur. promoviert.
Anschließend war er erneut im AEG-Konzern beschäftigt.
Von Juni 1970 bis Juli 1976 war Groebe Vorsitzender des Vorstands von AEG-Telefunken. Im Juli 1976 wechselte Groebe auf eigenen Wunsch vom Vorstand in den Aufsichtsrat über. Neuer Vorstandsvorsitzender wurde der bisherige Vorstand der Gelsenberg AG, Walter Cipa. Dem Aufsichtsrat der Gesellschaft gehörte Groebe bis 1980 an. Des Weiteren war er Aufsichtsratsvorsitzender der AEG-Telefunken Kabelwerke AG, Rheydt, der Olympia-Werke AG, Wilhelmshaven, der Telefunken Fernseh- und Rundfunk GmbH, Hannover und der TELDEC Telefunken-Decca Schallplatten GmbH Hannover. Groebe war stellvertretender Aufsichtsratsvorsitzender der Kämmerer GmbH, Osnabrück, und der OSRAM GmbH, Berlin. Zudem war er Mitglied der Aufsichtsräte der Aktiengesellschaft für Industrie und Verkehrswesen, Frankfurt am Main, der Bank für Handel und Industrie AG, Berlin, der Frankfurter Versicherungs-Aktiengesellschaft, Frankfurt am Main, der Hamburgischen Electrizitäts-Werke AG, Hamburg, der Salzgitter AG Berlin und Salzgitter sowie der Thyssen Handelsunion AG, Düsseldorf.
Groebe war verheiratet und hatte zwei Kinder.

## Ehrungen
- 1976: Großes Verdienstkreuz der Bundesrepublik Deutschland